# Обласні автомобільні шляхи Херсонської області
Обласні автомобільні дороги Херсонської області — автомобільні шляхи обласного значення, що проходять територією  Херсонської області України. Список включає усі дороги місцевого значення області, головним критерієм для визначення порядку слідування елементів є номер дороги у переліку.